# Sikasso (regio)
Sikasso is de meest zuidelijke van de regio's van Mali. Er wonen ongeveer 1,6 miljoen mensen op bijna 72.000 vierkante kilometer. De grootste etnische groepen zijn de Bambara, de Senoufo en de Samago. Sikasso krijgt van alle Malinese regio's de meeste regen en vervult dan ook een belangrijke rol in de landbouw. De regio is bekend om haar groenten en fruit. De hoofdstad van de regio heet eveneens Sikasso.
De regio grenst aan buurlanden Guinee, Ivoorkust en Burkina Faso.

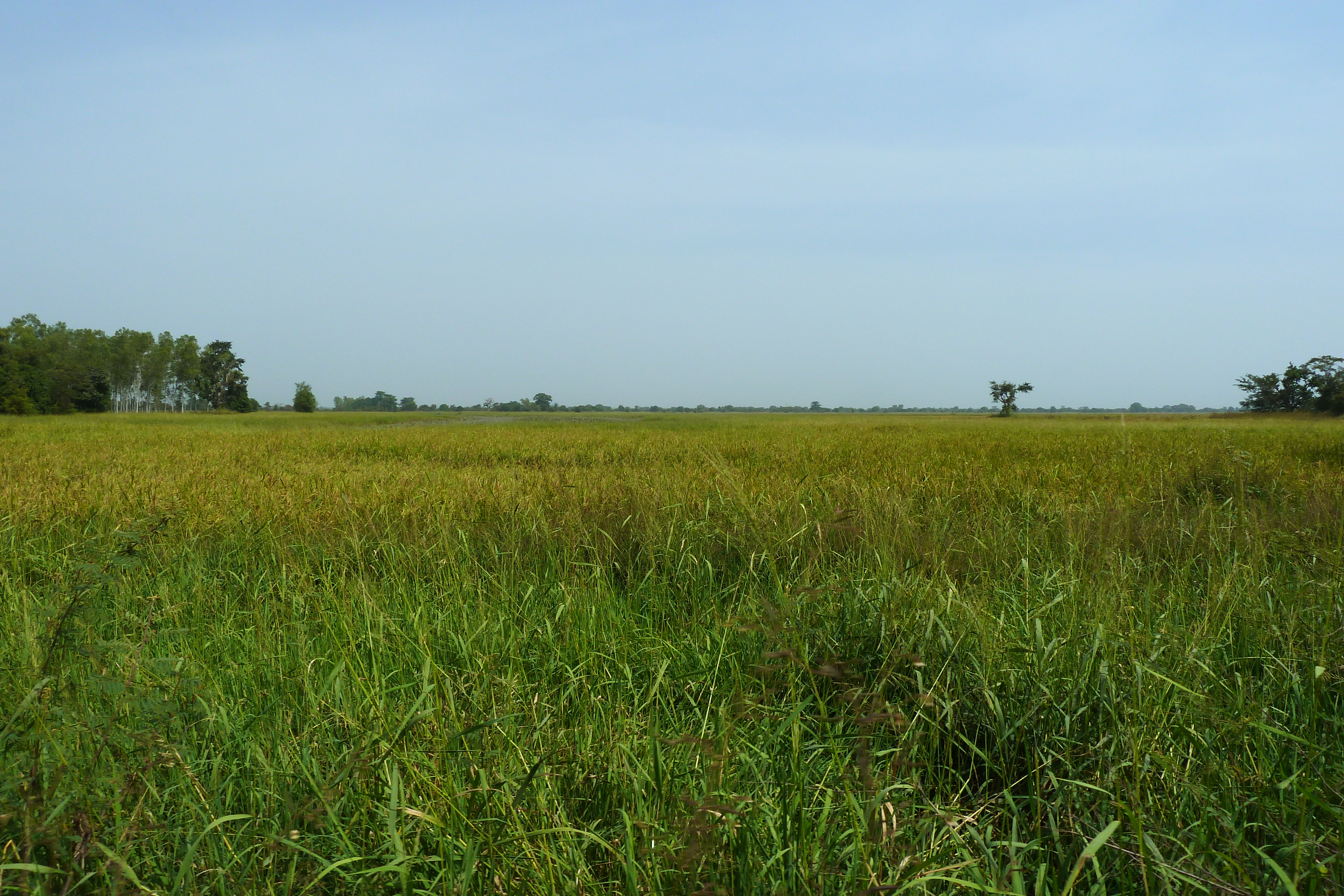
Rijstvelden in de cercle Sikasso

## Cercles

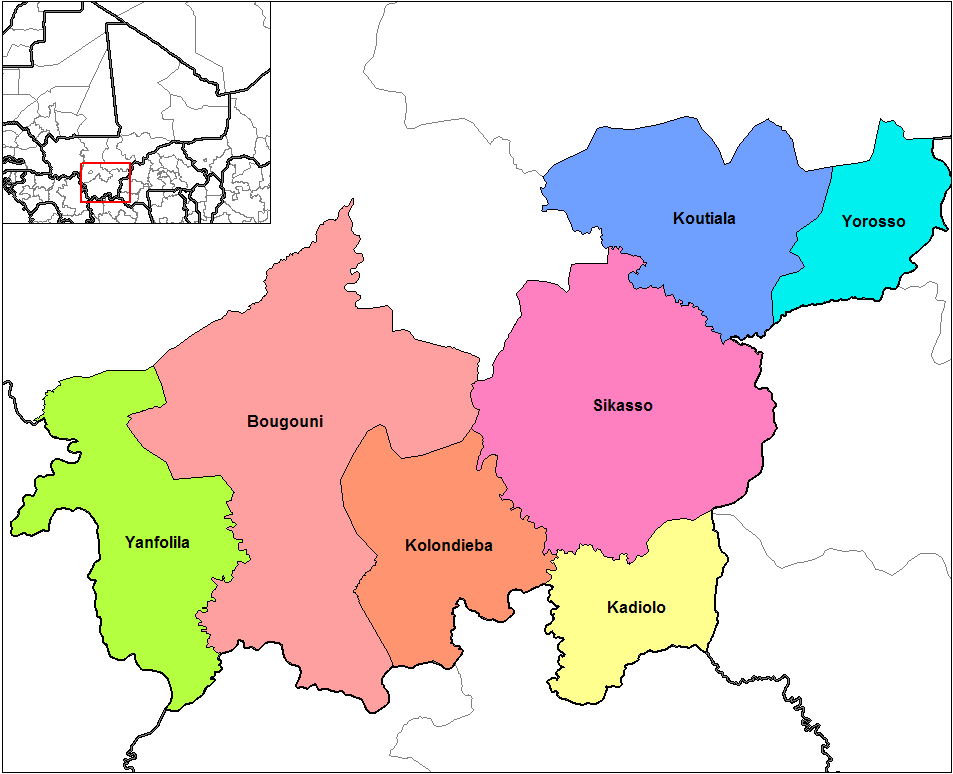
Cercles in Sikasso

Sikasso is onderverdeeld in zeven cercles:
- Bougouni
- Kolondiéba
- Kadiolo
- Koutiala
- Sikasso
- Yanfolila
- Yorosso

hoofdstedelijk district Bamako · Gao · Kayes · Kidal · Koulikoro · Ménaka · Mopti · Ségou · Sikasso · Taoudénit · Timboektoe